# عيسى الذكرالله
عيسى خليل إبراهيم الذكرالله، لاعب كرة قدم سعودي، يلعب في نادي مضر.

## مسيرة اللاعب
بدأ في نادي الاتفاق و انظم إلى نادي القادسية في عام 2019 و أعير إلى نادي الروضة في صيف 2022 ولعب بعدها مع نادي مضر.